# Jawornik Ruski
Jawornik Ruski ist ein Dorf in der Gemeinde Bircza im Powiat Przemyski der Woiwodschaft Karpatenvorland in Polen.

## Geschichte
Das Dorf liegt im Tal des Baches Jawornik. Es wurde 1469 gegründet und war im Besitz von Anna Rzeszowska. 1508 wurde der Name in Jawornyczek geändert. Damals gehörte es zum Besitz der Familie Kmita in Dubiecka. Ab 1519 ging es in den Besitz der Familie Stadnicki und ab 1588 der Familie Krasicki über. 1882 wurde die griechisch-katholische Kirch St. Dimitri erbaut. Im Inneren befinden sich Polychromien und Ikonostasen aus dem 19. Jh.
Zu Beginn des 20. Jh. lebten im Dorf fast 2000 Menschen, darunter etwa 900 römisch-katholischen Glaubens. Während des Zweiten Weltkriegs, am 11. September 1939. In der Nähe von Jawornik führte das 39. Karpaten-Armeeregiment einen erbitterten Kampf mit deutschen Einheiten.
In der Nähe des Dorfes (im Süden) befindet sich eine aktive Kieselgurmine.

## Persönlichkeiten
- Mychajlo Werbyzkyj (1815–1870), ukrainischer griechisch-katholischer Priester und Komponist